# Yasuyoshi Miwa
Yasuyoshi Miwa (...) è un ex giocatore di football americano giapponese che ha giocato come defensive lineman.

## Palmarès
- 3 Rice Bowl (Matsushita/Panasonic Electric Works Impulse, 2004, 2007, 2008)